# James Caan
James Caan   (Bronx, 26 de març de 1940 - Westwood, 6 de juliol de 2022) fou un actor estatunidenc de cinema, especialment conegut pel seu paper com a Sonny Corleone al Padrí, dirigida per Francis Ford Coppola. Fou nominat a diversos premis, com ara quatre Globus d'or, un Emmy i un Oscar. Així mateix, se li dedicà una estrella del passeig de la fama de Hollywood al 1978.

## Biografia
James Caan va ser fill de Sophie i Arthur Caan, una parella d'immigrants jueus procedents d'Alemanya. Es va graduar a l'escola d'actors de Neighborhood Playhouse de Nova York, on un dels seus professors va ser el llegendari Sanford Meisner. També va jugar al futbol americà a la Universitat Estat de Michigan.
Casat però amb els documents del divorci sobre la taula, del seu quart matrimoni, amb Linda Stokers, amb la que ha tingut dos fills, i ha format parella des de 1995. Anteriorment ho fou Ingrid Hajek entre 1990 i 1995, Sheila Ryan entre 1976 i 1977 (la mare de Scott Caan) i amb Dee Jay Mathis entre 1960 i 1966. Els seus amics l'anomenen Jimmy, malgrat que de jove se'l coneixia com a Shoulders o Killer Caan. Els seus esports favorits són el futbol americà, que practicà fins a la universitat, és cinturó negre en karate i era genet professional de rodeo.

## Debut professional
En la universitat, mentre estudiava economia, començà a interessar-se pel teatre, motiu que el portà a aconseguir una beca i estudiar amb Wynn Handman i debutar en el off Broadway a principis dels anys seixanta. El 1963 se'l va poder veure en el cinema amb el film de Billy Wilder Irma la Douce, (en català Irma, la douce) en un minúscul rol sense acreditar. Dos anys abans havia debutat en la TV amb les sèries Naked City Route 66.
Malgrat la seva dilatada carrera no ha estat fins a l'arribada del nou segle quan l'hem vist protagonitzar una sèrie de TV Las Vegas, on dona vida a l'agent de la CIA, Ed Deline, agent retirat i cap d'operacions d'un casino de la ciutat de Las Vegas.

## Filmografia
| Any  | Pel·lícula                                                            | Paper                                   | Notes                                                                                         |
| ---- | --------------------------------------------------------------------- | --------------------------------------- | --------------------------------------------------------------------------------------------- |
| 1963 | Irma la Douce                                                         | Soldat                                  | (no surt als crèdits)                                                                         |
| 1964 | Lady in a Cage                                                        | Randall Simpson O'Connell               |                                                                                               |
| 1965 | The Glory Guys                                                        | Soldat Anthony Dugan                    | Nominació − Globus d'Or a la nova promesa                                                     |
| 1965 | Red Line 7000                                                         | Mike                                    |                                                                                               |
| 1966 | El Dorado                                                             | Alan Bedillion Traherne ('Mississippi') |                                                                                               |
| 1967 | Games                                                                 | Paul Montgomery                         |                                                                                               |
| 1968 | Submarine X-1                                                         | Cmdr. Richard Bolton, RNVR              |                                                                                               |
| 1968 | Countdown                                                             | Lee Stegler                             |                                                                                               |
| 1968 | Journey to Shiloh                                                     | Buck Burnett                            |                                                                                               |
| 1969 | Gent de pluja                                                         | Jimmy Kilgannon (assassí)               |                                                                                               |
| 1970 | Rabbit, Run                                                           | Rabbit Angstrom                         |                                                                                               |
| 1971 | T.R. Baskin                                                           | Larry Moore                             |                                                                                               |
| 1971 | Brian's Song                                                          | Brian Piccolo                           | Nominació − Emmy al millor actor en mini-sèrie o pel·lícula                                   |
| 1972 | El Padrí                                                              | Santino 'Sonny' Corleone                | Nominació − Oscar al millor actor secundari Nominació − Globus d'Or al millor actor secundari |
| 1973 | Slither                                                               | Dick Kanipsia                           |                                                                                               |
| 1973 | Cinderella Liberty                                                    | John Baggs Jr.                          |                                                                                               |
| 1974 | The Gambler                                                           | Axel Freed                              | Nominació − Globus d'Or al millor actor dramàtic                                              |
| 1974 | El Padrí II                                                           | Sonny Corleone                          |                                                                                               |
| 1974 | Freebie i Bean (Freebie and the Bean)                                 | Freebie                                 |                                                                                               |
| 1975 | Funny Lady                                                            | Billy Rose                              | Nominació − Globus d'Or al millor actor musical o còmic                                       |
| 1975 | Rollerball                                                            | Jonathan E.                             |                                                                                               |
| 1975 | Gone with the West                                                    | Jud McGraw                              |                                                                                               |
| 1975 | Els aristòcrates del crim (The Killer Elite)                          | Mike Locken                             |                                                                                               |
| 1976 | Harry i Walter se'n van a Nova York (Harry and Walter Go to New York) | Harry Dighby                            |                                                                                               |
| 1976 | Silent Movie                                                          | Ell mateix                              |                                                                                               |
| 1977 | Un pont massa llunyà                                                  | Sergent Eddie Dohun                     |                                                                                               |
| 1977 | Un autre homme, une autre chance                                      | David Williams                          |                                                                                               |
| 1978 | Arriba un genet                                                       | Frank 'Buck' Athearn                    |                                                                                               |
| 1979 | 1941                                                                  | Sailor in fight                         | (no surt als crèdits)                                                                         |
| 1979 | Chapter Two                                                           | George Schneider                        |                                                                                               |
| 1980 | Hide in Plain Sight                                                   | Thomas Hacklin                          |                                                                                               |
| 1981 | Lladre (Thief)                                                        | Frank                                   |                                                                                               |
| 1981 | Les uns et les autres                                                 | Jack Glenn/Jason Glenn                  |                                                                                               |
| 1982 | Kiss Me Goodbye                                                       | Jolly Villano                           |                                                                                               |
| 1987 | Jardins de pedra                                                      | SFC. Clell Hazard                       |                                                                                               |
| 1987 | Alien Nation                                                          | Detectiu Sergent Matthew Sykes          |                                                                                               |
| 1990 | Dick Tracy                                                            | Spaldoni                                |                                                                                               |
| 1990 | Misery                                                                | Paul Sheldon                            |                                                                                               |
| 1991 | The Dark Backward                                                     | Doctor Scurvy                           |                                                                                               |
| 1991 | For the Boys                                                          | Eddie Sparks                            |                                                                                               |
| 1992 | Lluna de mel per a tres (Honeymoon in Vegas)                          | Tommy Korman                            |                                                                                               |
| 1993 | Llops universitaris (The Program)                                     | Sam Winters                             |                                                                                               |
| 1993 | Flesh and Bone                                                        | Roy Sweeney                             |                                                                                               |
| 1995 | Un noi anomenat Odi (A Boy Called Hate)                               | Jim                                     |                                                                                               |
| 1996 | North Star                                                            | Sean McLennon                           |                                                                                               |
| 1996 | Bottle Rocket                                                         | Mr. Henry                               |                                                                                               |
| 1996 | Eraser: Eliminador (Eraser)                                           | U.S. Marshal Robert Deguerin            |                                                                                               |
| 1996 | Bulletproof                                                           | Frank Colton                            |                                                                                               |
| 1998 | Aquest és el meu pare (This Is My Father)                             | Kieran Johnson                          |                                                                                               |
| 1999 | Mickey Blue Eyes                                                      | Frank Vitale                            |                                                                                               |
| 2000 | The Yards                                                             | Frank Olchin                            |                                                                                               |
| 2000 | Luckytown                                                             | Charlie Doyles                          |                                                                                               |
| 2000 | Segrest infernal (The Way of the Gun)                                 | Joe Sarno                               |                                                                                               |
| 2001 | Warden of Red Rock                                                    | John Flinders                           |                                                                                               |
| 2001 | Viva Las Nowhere                                                      | Roy Baker                               |                                                                                               |
| 2001 | A Glimpse of Hell                                                     | Capt. Fred Moosally                     |                                                                                               |
| 2001 | In the Shadows                                                        | Lance Huston                            |                                                                                               |
| 2002 | Night at the Golden Eagle                                             | Prison Warden                           | (no surt als crèdits)                                                                         |
| 2002 | City of Ghosts                                                        | Marvin                                  |                                                                                               |
| 2002 | Blood Crime                                                           | Xèrif Morgan McKenna                    |                                                                                               |
| 2003 | Jericho Mansions                                                      | Leonard Grey                            |                                                                                               |
| 2003 | Dogville                                                              | The Big Man                             |                                                                                               |
| 2003 | This Thing of Ours                                                    | Jimmy 'the con'                         |                                                                                               |
| 2003 | Elf                                                                   | Walter Hobbs                            |                                                                                               |
| 2005 | Santa's Slay                                                          | Darren Mason                            | (no surt als crèdits)                                                                         |
| 2008 | Wisegal                                                               | Salvatore Palmeri                       |                                                                                               |
| 2008 | Get Smart                                                             | President                               |                                                                                               |
| 2009 | Mercy                                                                 | Gerry Ryan                              |                                                                                               |
| 2009 | Something, Something, Something, Darkside                             | Ell mateix                              |                                                                                               |
| 2009 | New York, I Love You                                                  | Mr. Riccoli                             | (segment "Brett Ratner")                                                                      |
| 2009 | Cloudy with a Chance of Meatballs                                     | Tim Lockwood (Flint's father)           | (veu)                                                                                         |
| 2010 | Middle Men                                                            | Jerry Haggerty                          |                                                                                               |
| 2010 | Henry's Crime                                                         | Max                                     |                                                                                               |
| 2010 | Minkow                                                                | Paul Vinsant                            |                                                                                               |
| 2010 | The Annoying Orange                                                   | Jalepeno                                | (veu)                                                                                         |
| 2011 | Anyone's Son                                                          | John Hanna                              |                                                                                               |
| 2011 | Detachment                                                            | Mr. Seaboldt                            |                                                                                               |
| 2012 | Sweetwater                                                            | Ned Irish                               |                                                                                               |
| 2012 | Hawaii Five-O                                                         | Tony Archer                             |                                                                                               |